# Mayuka Aikawa
Mayuka Aikawa (japanisch 相川 真侑花 Aikawa Mayuka; * 2. April 1998 in Kanagawa) ist eine japanische Tennisspielerin.

## Karriere
Aikawa begann im Alter von sechs Jahren mit dem Tennisspielen und bevorzugt dabei laut ITF-Profil Hartplätze. Sie spielt vor allem auf Turnieren der ITF Women’s World Tennis Tour, bei denen sie bislang zwei Einzel- und sechs Doppeltitel gewonnen hat.

## Turniersiege

### Einzel
| Nr. | Datum            | Turnier | Kategorie | Belag | Finalgegnerin      | Ergebnis |
| --- | ---------------- | ------- | --------- | ----- | ------------------ | -------- |
| 1.  | 28. August 2022  | Kairo   | ITF W15   | Sand  | Sandra Samir       | 6:3, 7:5 |
| 2.  | 4. Dezember 2022 | Antalya | ITF W15   | Sand  | Anca Alexia Todoni | 6:1, 6:0 |

### Doppel
| Nr. | Datum              | Turnier    | Kategorie | Belag     | Partnerin      | Finalgegnerinnen                 | Ergebnis         |
| --- | ------------------ | ---------- | --------- | --------- | -------------- | -------------------------------- | ---------------- |
| 1.  | 10. September 2022 | Kairo      | ITF W25   | Sand      | Vanessa Ersöz  | Elena-Teodora Cadar Sandra Samir | 6:1, 7:5         |
| 2.  | 9. Oktober 2022    | Makinohara | ITF W25   | Rasen     | Momoko Kobori  | Mana Ayukawa Riko Sawayanagi     | 6:4, 5:7, [10:7] |
| 3.  | 12. November 2022  | Antalya    | ITF W15   | Sand      | Tamara Čurović | Xenija Laskutowa Anna Ureke      | 6:3, 7:5         |
| 4.  | 3. Februar 2024    | Antalya    | ITF W15   | Sand      | Fūna Kōzaki    | Nikola Daubnerová Anika Jašková  | 7:5, 6:2         |
| 5.  | 25. Januar 2025    | Monastir   | ITF W15   | Hartplatz | Hiromi Abe     | Hayu Kinoshita Xenija Saizewa    | 6:3, 6:0         |
| 6.  | 1. Februar 2025    | Monastir   | ITF W15   | Hartplatz | Hiromi Abe     | Guo Meiqi Xiao Zhenghua          | 6:3, 6:0         |